# Кокелл, Чарльз
Чарльз Кокелл (англ. Charles S. Cockell; род. 1967) — английский учёный, профессор астробиологии в Школе физики и астрономии Эдинбургского университета и директор Центра астробиологии Великобритании. Ранее — профессор геомикробиологии в Открытом университете и микробиолог Британской антарктической службы.
Основная область научных интересов — астробиология, геомикробиология и жизнь в экстремальных условиях. Участвовал в разработке планов по колонизации Марса, в частности возглавляя проект «Борей» по планированию и дизайну исследовательской станции на марсианском северном полюсе.
Первый председатель Британского астробиологического общества. Лауреат премии Sir Arthur Clarke Award (2007).

## Фильмография
- 2012 — Немного о колонизации звёзд — играет самого себя.